# Polos lunares
Los Polos lunares son las zonas de la superficie de la Luna que son atravesados por su eje de rotación. Estas zonas son las partes más difíciles de observar debido a la situación que presentan vistas desde la Tierra, aunque las libraciones nos ofrecen, alternativamente, la visión de uno u otro dirigidos favorablemente hacia la Tierra y en mejores condiciones que el otro.
Durante los años 1959 a 1967 se levantaron numerosos mapas cartográficos incluyendo la cara oculta de la Luna, si bien persistía un fragmento de la superficie del polo sur, aproximadamente el 1 por ciento de la Luna, que todavía ocultaba su faz. 

## El Polo Norte

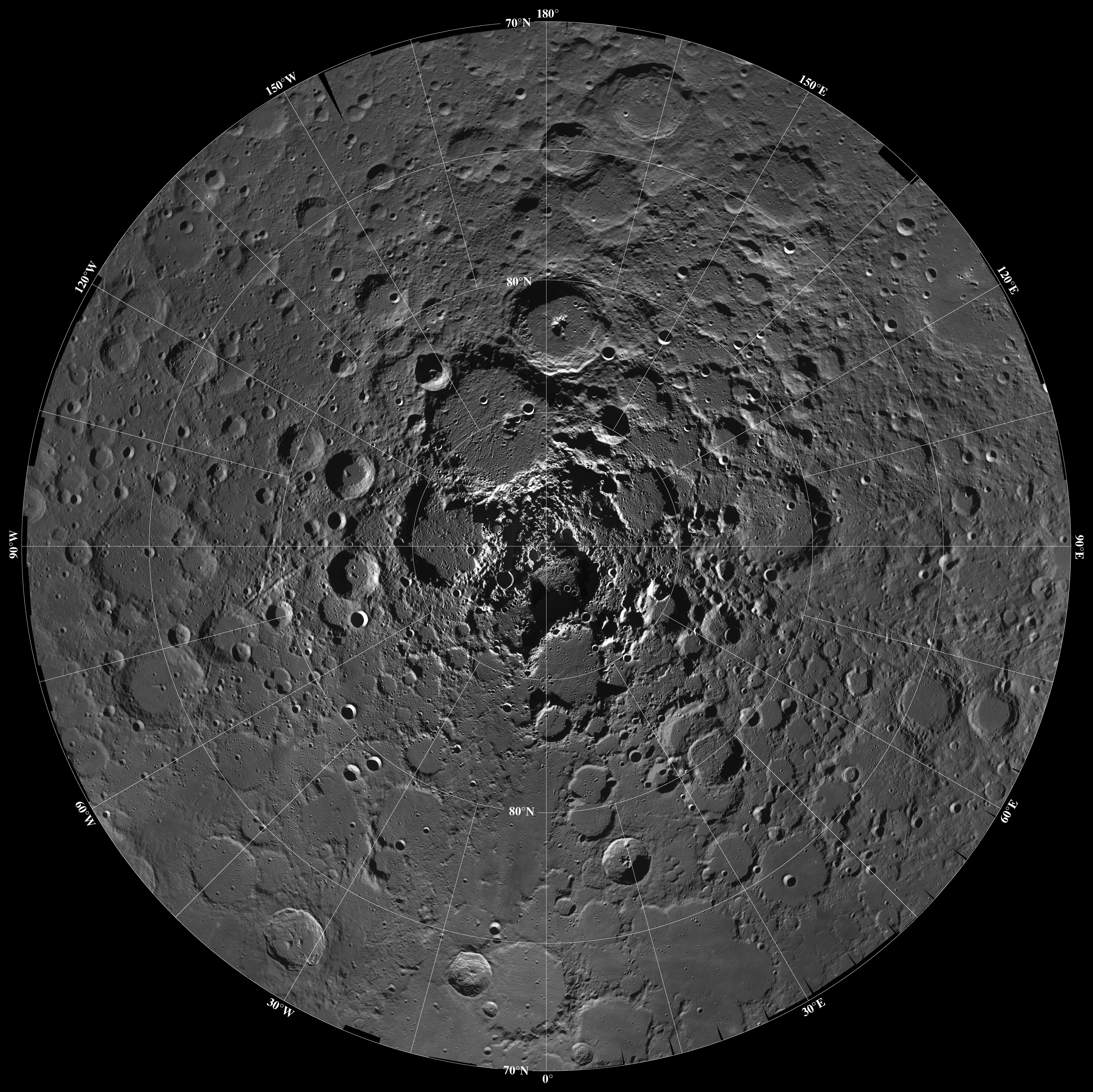
Vista del polo norte de la Luna por la Misión Clementine.

El Polo Norte, menos accidentado, no presentó nunca un excesivo problema a la cartografía. La comparación entre ambos polos nos revela diferencias muy acusadas sobre todo en cuanto a circos de gran tamaño: si pudiésemos situarnos en la vertical del punto polar sur apreciaríamos (desde el paralelo 90 º hasta el 60 º) al menos 8 grandes circos: Zeeman, Bailly, Hausen, Schrödinger, Antoniadi, Drygalski y los recientemente descubiertos y nominados Amundsen y Scott entre otros, mientras que si nos situásemos en la zona norte esta cifra se reduciría a tres: Schwarzschild, Nansen y Bel'kovich. 
El bombardeo sistemático de bólidos ha afectado a ambos polos por igual, pudiéndose contar miles de impactos menores en cada uno. 
Si por algo se distingue de la zona sur es sin duda por encontrarse allí algunas de las mayores elevaciones de la Luna (véase Punto más alto de la Luna), los Montes Leibnitz con alturas del orden de 8200 metros, es decir el 0,17 % de la altura con respecto al diámetro lunar: el Everest con sus 8848 metros solo representa el 0,07 del diámetro terrestre.

## El Polo Sur

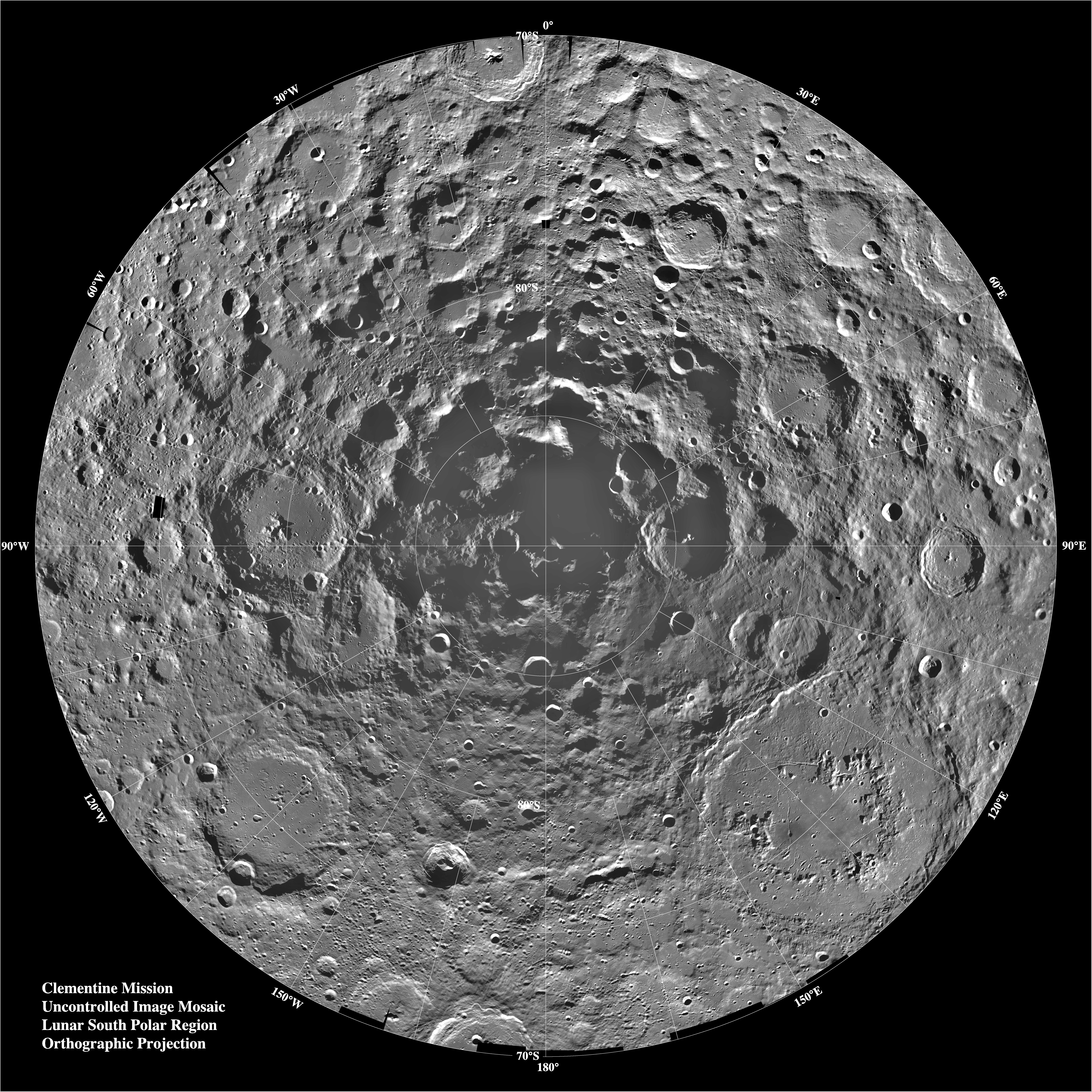
Vista del polo sur de la Luna por la Misión Clementine.

La región del Polo Sur menos conocida, fue denominada como Luna Incógnita por los miembros de la Asociación Norteamericana de Observadores Lunares y Planetarios (en inglés, Association of Lunar and Planetary Observers - ALPO) de Estados Unidos; dicha región se extendía desconocida por casi 1/8 de la circunferencia lunar, desde 50 º al mismo polo, con una superficie aproximada de 270 000 kilómetros cuadrados. Esta región es importante porque en ella se alzan las mayores alturas y por contener valles en los cuales, presumiblemente, la luz solar nunca llega a sus fondos con la consiguiente posible existencia de gases y vapores todavía congelados y de agua en forma de hielo.
Pese al rastreo cartográfico de las cinco misiones Lunar Orbiter, este sector seguía siendo desconocido: la luz solar apenas si iluminaba sus detalles marginales; estaba claro que solo desde la Tierra se podría realizar el levantamiento restante.

## El mapa de la ALPO
En 1972 la ALPO junto a la Asociación Astronómica Británica iniciaron un programa de observación cartográfica telescópica que, unos escasos días todos los meses, pudiese aportar más datos visuales y fotográficos sobre la región. 
Entre 1972 y 1987 un total de 58 observadores, con instrumentos desde 60 mm hasta los 209 cm, añadieron 384 dibujos y más de 1500 fotografías de la zona, amén de algunas mediciones micrométricas de las elevaciones que se situaban próximas al limbo lunar.
La campaña consideraba esta región dividida en tres sectores:
- La Zona A, la más sencilla de observar por ser bastante ancha y asequible en las libraciones, estaba situada inmediatamente al oeste del cráter Scott y exactamente al sur de los cráteres Short y Newton, llegando hasta la pared este de Drygalski.
- La Zona B, menos favorable por ser más estrecha, se extendía desde Drygalsky hasta la pared sur de Hausen.
- La Zona C, mucho más difícil de visionar, llegaba desde la pared sur de Hausen hasta la zona que se extendía al SW de Pingré.

La ALPO preparó un conjunto de cartas para la observación sistemática: una carta general que ofrecía una vista de las tres zonas, con un rallado de los sectores a estudiar y algunos presuntos detalles internos como orientación. Además, debido a las libraciones, se prepararon otros mapas más ampliados: así de la Zona A, los observadores disponían de 3 cartas (para las libraciones de latitud 6 º y longitud +5 º, 0 º y 5 º), de la Zona B nada menos que 27 (que incluían todas las posibilidades de libración en latitud y longitud) y de la Zona C otras 4 para las libraciones en latitud: 6 º a 4 º y en longitud de 4 º a 8 º.
Junto a las cartas se remitían periódicamente a los observadores las predicciones sobre las libraciones más favorables de limbo sur y oeste combinados, dado que así aparecen más visibles dentro de la dificultad de las zonas A, B o C. 
Dentro de este dilatado período las épocas más favorables ocurrieron con un intervalo de 6 años aproximadamente como 1972 73, 1978 80 o 1984 86.

### Resultados de la observación
El mapa final de la ALPO ofreció una perspectiva única de la zona desconocida: así se llegaron a medir más de 850 alturas (tanto visualmente con micrómetros como fotográficamente) y se determinaron 52 posiciones geodésicas de precisión, con ayuda de las cuales se fueron colocando en su sitio los demás accidentes; téngase en cuenta que la perspectiva cerca del limbo es máxima y un error de una decena de kilómetros es algo típico. 
La cobertura fue de algo más de 1,1 millones de kilómetros cuadrados que representó el 2,9 % de la superficie lunar: la sorpresa más grande fue hallar, en el mismo Polo sur, un cratercillo perfectamente circular denominado provisionalmente Shackleton; nada más digno para tan magno proyecto. 
También pudieron determinarse mejor las dimensiones de algunos accidentes clásicos: así Newton mide 89 por 64 km con una profundidad de 5500 m, Schomberg arroja una profundidad de 5800 m o Demonax tiene 114 km de ancho y unos 5000 m de profundidad; está claro que son accidentes con los fondos poco iluminados por el Sol, candidatos a conservar agua en forma de hielo.
La última novedad para los selenógrafos fue el descubrimiento del Palus Solitatis (Pantano de la Soledad), situado a occidente de Hausen e inmediatamente al oeste de Arrhenius: ningún nombre podría cuadrar más que este, aunque será la U.A.I. la que confirme todos estos nombres previamente asignados a los nuevos accidentes. Entre estos "nuevos" accidentes cabe mencionar los cráteres Ashbrook, Nobile, Faustini, Medervari o Benestell, todos ellos con una latitud superior a los 80 ºS. 
Las últimas imágenes han sido las obtenidas del polo norte por la sonda Galileo en su viaje hacia Júpiter, o las enviadas desde el casquete sur por la Clementine, desde un lugar al que no tienen acceso los rayos del Sol y que podría ocultar enormes bolsas de agua en forma de bloques de hielo, así como las de la Lunar Prospector, las cuales aún tardarán algún tiempo en ser procesadas y puestas a disposición de los estudiosos.

## Últimos descubrimientos
A finales de agosto de 2018 un equipo de científicos de las universidades estadounidenses de Hawái y Brown, y del Centro de Investigación Ames de la NASA descubrieron la presencia de hielo en la superficie de la luna, tanto en el polo norte como en el polo sur. El agua helada se ubica en zonas donde la temperatura no supera los 156 grados centígrados bajo cero, a la sombra de cráteres y donde la luz solar no llega. Según las primeras observaciones -que han sido posibles gracias al Moon Mineralogy Mapper, parece que se trata de depósitos antiguos distribuidos de forma irregular.
En el polo norte, parece que el hielo se encuentra de forma más generalizada pero menos extendida que en el sur, donde se concentra en los cráteres del satélite terrestre que nos ocupa. Los resultados vienen a confirmar algunos de los datos y estimaciones recabados hasta el momento, y plantean un futuro en el que el agua podría ser utilizada como recurso para próximas expediciones.